# Klemens Lechnicki
Klemens Stanisław Lechnicki (ur. 8 listopada 1899 w Serebryszczach, zm. 6 czerwca 1920 pod Hornostajpolem) – podporucznik piechoty Wojska Polskiego, kawaler Orderu Virtuti Militari.

## Życiorys
Urodził się 8 listopada 1899 w Serebryszczach w rodzinie Felicjana i Marii z d. Hempel. Był młodszym bratem: Felicjana (1885–1963), Zdzisława (1890–1959) i Tadeusza (1892–1939).
Absolwent gimnazjum. Od 1 listopada 1918 w szeregach odrodzonego Wojska Polskiego w 1 pułku ułanów. Od 3 stycznia do 21 marca 1919 był uczniem klasy „L” Szkoły Podchorążych. 1 kwietnia 1919 został mianowany podporucznikiem w piechocie. Od 8 kwietnia w szeregach I batalionu 6 pułku piechoty z którym brał udział w walkach na froncie wojny polsko-bolszewickiej.
„9 maja 1920 podczas forsowania mostu łańcuchowego na Dnieprze pod Kijowem, plutonowi ppor. Lechnickiego przypadła w udziale najcięższa część zadania. Patrole szturmowe, po dojściu do ostatniego przęsła zniszczonego mostu, zatrzymały się i w silnym ogniu karabinów ręcznych i maszynowych nieprzyjaciela zawahały się przejść po pozostałym nadwyrężonym belkowaniu. Wówczas ppor. Lechnicki pierwszy wbiega na zniszczone przęsło, obrzuca granatami ręcznymi stanowisko bolszewickiego km i pociąga swoim przykładem podwładnych. /.../ Następnie na czele plutonu oczyszcza od nieprzyjaciela Słobótkę i postępując w ślad za nim uciekającym w popłochu, zajmuje drugi most na odnodze Dniepru. Szybką tą akcją unicestwia przygotowania bolszewickie celem wysadzenia drugiego mostu”. Za tę postawę został odznaczony Orderem Virtuti Militari.
Poległ 6 czerwca 1920 pod Hornostajpolem (Górnostajpolem) dowodząc kompanią, został ciężko ranny i umarł z ran na placu boju.
Był kawalerem.

## Ordery i odznaczenia
- Krzyż Srebrny Orderu Virtuti Militari nr 7979 – pośmiertnie 20 lipca 1922[13][1][14]

21 czerwca 1938 Komitet Krzyża i Medalu Niepodległości odrzucił wniosek o nadanie mu tego odznaczenia.